# Santa Fe de Mondújar
Santa Fe de Mondújar é um município da Espanha, na província de Almería, comunidade autónoma da Andaluzia. Tem 35 km² de área e em 2021 tinha 477 habitantes (densidade: 13,6 hab./km²). Pertence à Área Metropolitana de Almeria.